# Marco Slinckaert
Marco Slinckaert, né le 7 août 1943 à Croix et mort le 14 décembre 2009 à Lille, est un illustrateur et sculpteur français. Il a notamment fait partie de L'Atelier de la Monnaie fondé par l'artiste Roger Frezin.

## Œuvres
Illustrateur pour plusieurs entreprises (Philips ou encore Valkeniers à Lomme), Marco Slinckaert a été l'un des premiers à exploiter le numérique et l'informatique dans ses œuvres.
Sa recherche artistique est essentiellement axée autour de « l'incapacité d'accéder et de mettre au réel l'infinitude. Infinitude du temps, infinitude de l'espace, infinitude des nombres. »
Son œuvre la plus emblématique est la sculpture intitulée Fontaine de la Solidarité, représentant un ruban de Möbius qui orne le centre de la place de la Solidarité dans le quartier de Wazemmes à Lille. Inaugurée en 1989 par le président François Mitterrand, cette sculpture de 12 m de long par 7 m de haut est composée de 3000 éléments d'acier inoxydable pour un total de 10 tonnes. L'œuvre a été conçue par ordinateur par l'artiste, puis fabriquée par Inoxi France, société basée à Roubaix. Cette œuvre est souvent surnommée « Le Serpent » par les riverains, et la place sur laquelle elle se trouve, le « rond-point du Serpent », qui est devenu un repère géographique important à Lille.

## Musique
Marco Slinckaert a également été soliste et compositeur au sein du groupe des Capenoules.